# Xysticus logunovi (Ono & Martens)
Xysticus logunovi là một loài nhện trong họ Thomisidae. Loài này được phát hiện ở Iran. Chúng được miêu tả năm 2005 bởi Ono & Martens.